# Viefvillers
Viefvillers település Franciaországban, Oise megyében. Lakosainak száma 216 fő (2022. január 1.). Viefvillers Crèvecœur-le-Grand, Francastel, Le Gallet és Le Saulchoy községekkel határos.

## Népesség
A település népessége az elmúlt években az alábbi módon változott:
| Lakosok száma | 179  | 172  | 183  | 193  | 203  | 209  | 213  | 221  | 216  |
|               | 2013 | 2015 | 2016 | 2017 | 2018 | 2019 | 2020 | 2021 | 2022 |